# Хиндутва

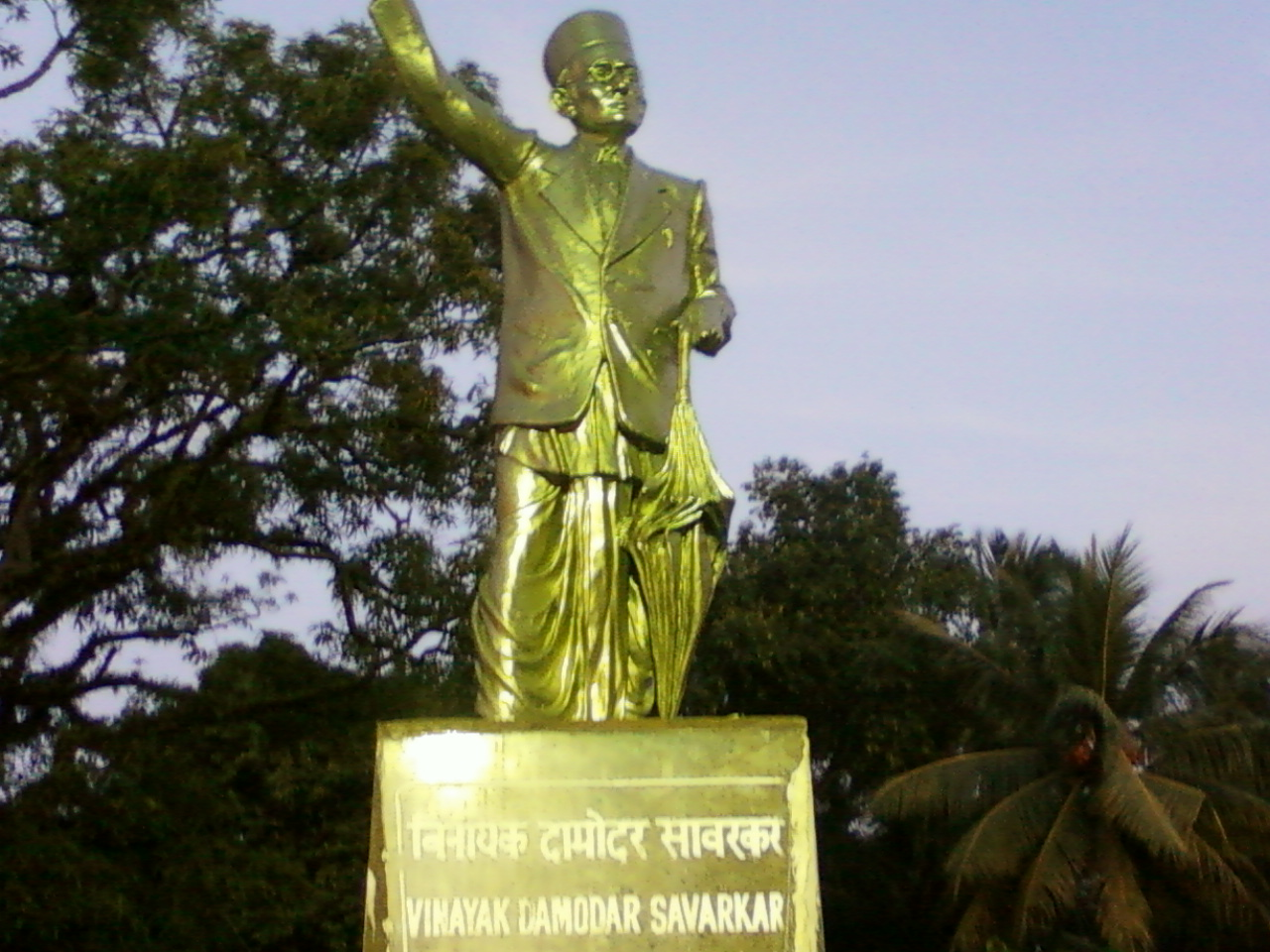
Статуя Винаяка Дамодара Саваркара

Хиндутва (санскр. हिन्दुत्व; «индусскость») — многочисленное движение, проповедующее индуистский национализм. По некоторым данным, опирается на поддержку 35—40 % населения Индии. Термин «хиндутва» впервые ввёл в употребление Винаяк Дамодар Саваркар в 1923 году в своём памфлете «Хиндутва: Кто является индуистом?».
В Индии сторонники хиндутвы объединены в семейство индуистских националистических организаций «Сангх паривар» («Семья союза»), в состав которого входят «Раштрия сваямсевак сангх» («Союз добровольных служителей нации»), «Бхаратия джаната парти», «Баджранг дал» («Отряд сильных») и «Вишва хинду паришад».

## История
Основоположником идеологии хиндутвы выступил в начале XX века Вир Саваркар, но широкое распространение в индийской политике хиндутва получила только в конце 1980-х годов, когда два события привлекли огромное количество индусов в ряды движения. Первым из этих событий стала благосклонность правительства Раджива Ганди к мусульманам, проявившаяся в использовании правительством своего подавляющего большинства в парламенте для отмены вердикта Верховного суда Индии, касавшегося алиментов для престарелой мусульманской женщины.
Вторым событием был индо-мусульманский конфликт из-за мечети Бабри в святом месте паломничества индуизма Айодхье — мечети, возведённой могольским падишахом Бабуром после своей первой победы в Индии. Протест индусов вызвал тот факт, что мечеть была построена на священном для индусов месте Рама-джанмабхуми, где, согласно индуистскому преданию, ранее располагался дворец, в котором родился Рама. Затем на этом месте был сооружён индуистский храм, который был разрушен Бабуром.
В начале 1990-х годов Верховный суд Индии отказался рассматривать дело о передаче участка земли с заброшенной мечетью в распоряжение индуистов, что вызвало огромное негодование индусского общества. Это привело к тому, что в конце 1992 года большая толпа индусов, приехавших в Айодхью со всех уголков Индии, разрушили мечеть, что вызвало общественные беспорядки во многих частях Индии и привело к смерти более 2000 человек. Ключевую роль в этом конфликте сыграли представлявшие хиндутву «Бхаратия джаната парти» и «Вишва хинду паришад».

## Определение

Древний индуистский флаг.

Согласно решению Верховного суда Индии «не может быть дано никакого точного определения терминам „индуист“, „хиндутва“ и „индуизм“; и никакое абстрактное значение не может поместить эти понятия только в узкие религиозные рамки, не принимая во внимание индийскую культуру и наследие». Суд также постановил, что «в обычном контексте, хиндутва должна пониматься как образ жизни или как состояние сознания и не должна приравниваться к индуистскому фундаментализму или рассматриваться как таковой. Индуист может принять неиндуистскую религию, не перестав при этом быть индуистом. Так как индуисты склонны рассматривать другие формы поклонения, чужих богов и доктрины как недостаточно совершенные, а не как неправильные или спорные, они склонны верить в то, что высочайшие божественные силы дополняют друг друга ради благополучия всего мира и человечества».
Хиндутва обычно ассоциируется с основной идеологией «Сангх паривара» — семейства индуистских националистических организаций, и в частности с «Раштрия сваямсевак сангхом». В общем, приверженцы хиндутвы верят в то, что их деятельность направлена на благо всех индийских религий: индуизма, сикхизма, буддизма, айявари и джайнизма.

## Организации
Большинство приверженцев хиндутвы объединены в определённые политические, культурные или общественные организации. Первой организацией хиндутвы, основанной ещё в 1925 году, был «Раштрия сваямсевак сангх». «Бхаратия джаната парти», одна из основных индийских политических партий, тесно ассоциируется с группой организаций представляющих хиндутву и объединённых под общим именем «Сангх паривар». К «Сангх паривару» принадлежат «Раштрия сваямсевак сангх», «Баджранг дал» и «Вишва хинду паришад». Другими организациями являются:
- Хинду сваямсевак сангх — ветвь «Раштрия сваямсевак сангха» за пределами Индии
- Бхаратия маздур сангх — союз рабочих
- Акхил бхаратия видьяртхи паришад — союз студентов
- Бхаратия кишан сангх — союз земледельцев

Основным политическим крылом хиндутвы является «Бхаратия джаната парти», которая находилась у власти в центральном индийском правительстве в течение 6 лет с 1998 по 2004 год и является правящей партией Индии с 2014 года. По данным на 2008 год, она находилась у власти в штатах Гуджарат, Мадхья-Прадеш, Раджастхан, Чхаттисгарх, Карнатака, и Уттаранчал. В таких штатах, как Орисса, Пенджаб и Бихар, партия «Бхаратия джаната» находится у власти в союзе с другими партиями.
Политические партии, придерживающиеся идеологии хиндутвы, не ограничиваются принадлежностью к «Сангх паривару».
Примерами партий, независимых от влияния «Сангха», могут служить «Акхил бхаратия джана сангх» и партия «Бхаратия джаншакти». Однако, влияние этих групп крайне ограничено.
Вызывающая много полемики партия «Шив сена» из Махараштры недавно сменила свою идеологию на хиндутву. Эта партия, пользующаяся огромным влиянием в Махараштре, не является частью «Санг паривара» но тесно связана с «Бхаратия джаната парти». Похожее положение занимает «Широмани акали дал», религиозная партия сикхов, поддерживающая связь с организациями хиндутвы, но в то же самое время представляющая сикхизм.

## Основные идеи
- Индийский субконтинент (который включает в себя регионы к югу от Гималаев, а также Гиндукуш или «Акханд Бхарат» («единую неделимую Индию», अखण्ड भारत) является родиной индусов.
- «Индус», по определению Саваркара, — это всякий, кто «чувствует тягу к земле, раскинувшейся от Синдху до Синдху, как к земле своих предков, к своей родине».
- Подчёркивание исторического геноцида индусов со стороны вторгшихся в Индию мусульман (см. Завоевание мусульманами Индии) и христиан (см. Инквизиция в Гоа) и призыв прекратить влияние этих вторжений.
- Осуждение как британского колониализма, так и коммунизма за ослабление индусов.
- Призыв к восстановлению «Хинду раштры» («Нации индусов», हिन्दू राष्ट्र) и «защите индусов и возрождении индуистской культуры»
- Осуждение Правительства Индии за его пассивность в разрешении вопроса этнических чисток кашмирских индусов кашмирскими мусульманскими сепаратистами, а также призыв более строгой приверженности идеям хиндутвы в разрешении конфликта в Джамму и Кашмире.[8]
- Введение запрета на убийство коров в Индии.

## Философия
Приверженцы хиндутвы ставят перед собой цель объединить индуистское общество, раздираемое кастовыми проблемами, регионализмом и пассивной религиозностью. Их отличает положительное отношение к обществу далитов, которых они стремятся ставить на лидерские позиции в своих партиях. Они полагают, что взаимоотношения между индусами и мусульманами в прошлом являлись «односторонним компромиссом» и намереваются сделать общество более сбалансированным и справедливым по отношению к индуистскому большинству населения. «Бхаратия джаната парти» также пригласила мусульман стать частью этого нового общества и сотрудничать с индусами, буддистами, джайнами и сикхами на благо Индии. Даже такие партии, как «Шив сена», которые отличает более «жёсткий» подход, пригласили мусульман присоединится, а лидер партии, после конфликта с мечетью Бабри, заявил: «Мы должны заботится о мусульманах и обращаться с ними как с нашими друзьями».
Мусульмане и христиане, пытающиеся обратить индусов в свою веру, рассматриваются многими как «чужие элементы» на индийском субконтиненте.
Малис Рутвен (2007:108) видит элемент религиозного фундаментализма в произведённом Даянандой Сарасвати «возвышении Вед как сосредоточение всего человеческого знания» и определяет его последствия как националистические: «Хиндутва секуляризирует индуизм посредством сакрализации нации». О .В. Мезенцева (1994), однако, отвергает любую связь между Даянандой и индуистским национализмом, показывая, что его толкование Арьяварты не должно отождествлятся с понятием индийской нации в контексте, используемом группами хиндутвы.

## Отношение к другим вероисповеданиям
Приверженцы хиндутвы часто используют термин псевдо-секуляризм по отношению к законам, которые они считают чрезмерно благосклонными к мусульманам или христианам. Они указывают на различие стандартов для индусов, мусульман и христиан, и противостоят тому, что в их понимании является системой «равенства порознь», которую некоторые сторонники хиндутвы рассматривают как попытку Индийского национального конгресса привлечь значительное меньшинство избирателей, принося в жертву истинное равенство. Одним из основных политических пунктов хиндутвы является тема Общего гражданского кодекса, который должен устранить из индийской конституции особые, основанные на религиозном признаке положения для последователей различных религий (индуистов, мусульман, христиан, и др.). Против Общего гражданского кодекса выступают мусульмане, христиане и такие политические партии, как Индийский национальный конгресс и Коммунистическая партия Индии (марксистская).
Последователи хиндутвы ставят под вопрос различные законы, благоприятствующие мусульманским и христианским религиозным устоям. В частности, они оспаривают неравный подход к институту брака и к разводу, задавая вопрос о том, почему при светской демократии мусульманским мужчинам разрешается многожёнство, тогда как индуистов и христиан за то же преследуют по закону.
Для христиан также существуют отдельные законы о разводе, который для них более сложен чем для мусульман. В 1986 году правительство Раджива Ганди под давлением консервативных мусульманских кругов приняло «Закон о защите права на развод для мусульманских женщин», который отменил принятое ранее светское решение Верховного Суда Индии и возбудил недовольство многих индусов, которые в результате стали сторонниками хиндутвы. Новый закон, находясь в согласии с шариатом, отказывал в праве на получение алиментов даже самым бедным разведённым мусульманским женщинам.
Хиндутва, по мнению своих сторонников, выступает за свободу практиковать различные верования и обычаи. Многие её приверженцы также полагают, что в светском демократическом обществе должны существовать одинаковые законы для всех религий, и именно по этой причине выступают за принятие общих гражданских законов.
Необходимо также провести разницу в понимании термина «секуляризм» в западном и индийском контексте. Секуляризм в западном понимании подразумевает «отделение церкви от государства», а в Индии означает «одинаковое уважение ко всем религиям».
Одной из целей, преследуемой организациями хиндутвы в современной Индии является борьба за возвращение и восстановление индуистских архитектурных памятников, захваченных или разрушенных в период иностранного вторжения в Индию. В частности, приверженцы хиндутвы требуют восстановления храмов, являющихся спорными историческими памятниками.
Узурпация индуистских архитектурных монументов мусульманами и христианами, вдохновляемых своими лидерами, продолжается и по сей день. Во время своего визита в Индию, папа Иоанн Павел II призвал к обращению в христианство всей Азии, подобно тому как это было сделано ранее в Европе и Африке.
Группы хиндутвы практически единодушно поддерживают еврейское государство Израиль, включая самого Саваркара, выступившего в поддержку Израиля во время его создания в конце 1940-х годов. «Раштрия сваямсевак сангх» занимает произраильскую позицию. Во время визита в Индию в 2003 году израильского премьер-министра Ариэля Шарона, Сангх активно выступил в поддержку его политического курса.

## Взгляд на историю Индии
Большинство приверженцев хиндутвы отвергают научную гипотезу об индоарийской миграции в Индию, а многие из них принимают альтернативную маргинальную теорию исхода из Индии. Хотя теория о арийском вторжении в Индию принимается большинством учёных, она вызывает много дебатов в Индии, как среди учёных, так и в политических кругах. Некоторые известные деятели, принимающие активное участие в дебатах по этой теме, это Сита Рам Гоэл, Ромила Тхапар, Ирфан Хабиб и Арун Шоури.
В истории Индии было много народных героев, которые противостояли агрессии извне, к ним прежде всего принадлежат Ахильябаи Холкар, Притхвирадж, и в особенности Шиваджи. Индуистские националисты рассматривают их как пример защитников Индии и индуизма и считают, что каждый индус должен стремится быть как они. Некоторые организации, такие как «Шив сена», назвали себя именами этих царей и следуют их идеологии.

## Обвинения в фашизме и другая критика
Многие индийские марксистские социологи характеризуют движение хиндутвы как фашистское, в своей идеологии и классовой поддержке выступающее за однородное большинство и культурную гегемонию.
Приверженцы хиндутвы, в свою очередь, указывают на подобные мнения как на крайне левацкие. Менее радикальные противники хиндутвы не основывают свою критику на обвинениях в фашизме, но поднимают вопросы, связанные с отношением хиндутвы к не-индусам и секуляризму.
Марксистские критики для описания идеологии «Сангх паривара» используют такие политические эпитеты как «индийский фашизм» и «индуистский фашизм». Например, марксистский социолог Прабхат Патнаик писал, что движение хиндутва является «классически фашистским в классовой поддержке, методах и программе».
Патниак базирует свои аргументы на следующих «ингредиентах» классического фашизма, присутствующих в хиндутве: попытка создать объединённое, однородное большинство под именем индусов; чувство обиженности против прошлой несправедливости; чувство культурного превосходства и соответствующая ему интерпретация истории; отвержение рациональных аргументов против подобной интерпретации; призыв к большинству, основанный на расовом признаке.
Сравнение хиндутвы с фашизмом порицается таким автором как Конрад Эльст, который утверждает, что идеология хиндутвы не соответствует ни одной из характеристик фашистских идеологий. Утверждения о том, что такие общественные организации хиндутвы, как «Раштрия сваямсевак сангх» являются фашистскими, оспаривается также учёным Винсентом Кундукулам.
Четан Бхатт и Парита Мукта отвергают отождествление хиндутвы с фашизмом по причине того, что хиндутва проповедует культурный, а не расовый национализм, а также потому, что она обладает «ярким индийским» характером, а «„Раштрия сваямсевак сангх“ полностью неприемлет завоевание государственной власти, отдавая предпочтение культурной работе в гражданском обществе». Они описывают хиндутву, как одну из форм «революционного консерватизма» или «этнического абсолютизма».
Лауреат Нобелевской премии В. С. Найпол также отвергает обвинения в фашизме в адрес хиндутвы и приветствует её популярность, считая что деятельность движения направлена на возрождение индийской цивилизации.